# Basselinia humboldtiana
Basselinia humboldtiana är en enhjärtbladig växtart som först beskrevs av Adolphe-Théodore Brongniart, och fick sitt nu gällande namn av Harold Emery Moore. Basselinia humboldtiana ingår i släktet Basselinia och familjen Arecaceae. Inga underarter finns listade i Catalogue of Life.